# ناکریت

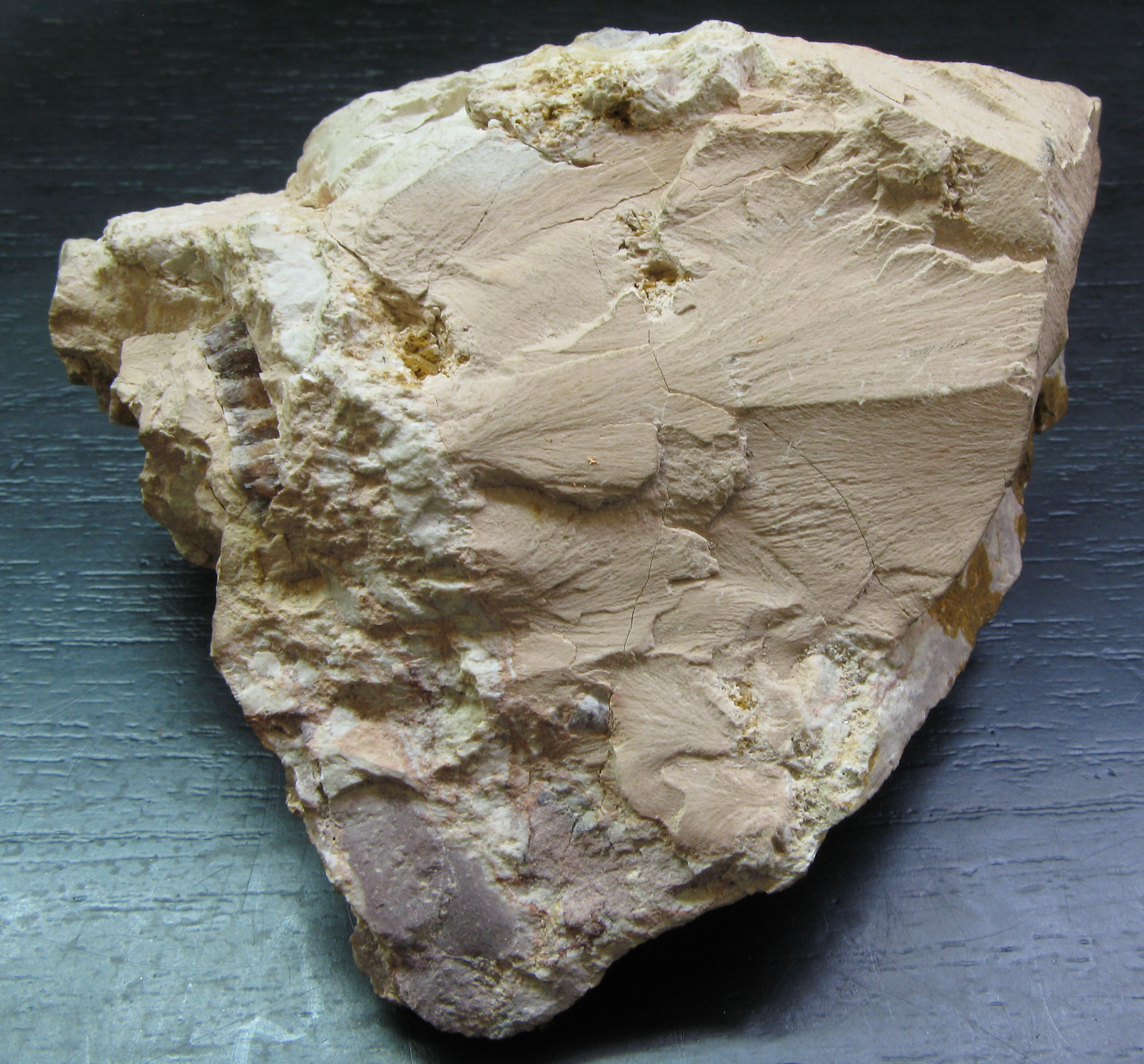
ناکریت (به انگلیسی: Nacrite)

ناکریت  (به انگلیسی: Nacrite) با فرمول شیمیایی Al4[(OH)8 - Si4 O10] از مجموعه کانی هاست و با آب مقطر تمیز می‌شود. کانیهای مشابه آن کائولینیت و دیکتیت است که ازنظر عکس العملهای شیمیایی و اشعه X تفاوت دارند. از کلمه nacre به معنای صدف گرفته شده‌است. با آب مقطر تمیز می‌شود. Al2O۳:۳۹٫۵٪ SiO۲:۴۶٫۵٪ H2O:۱۴٪ مانند کائولینیت برای اولین بار در چک اسلواکی کشف شد و از نظر شکل بلور: پهن و کوتاه، رنگ: سفید - خاکستری سفید - زرد، شفافیت: نیمه شفاف، جلا: صدفی، رخ: کامل - مطابق با سطح، سیستم تبلور: مونوکلینیک و در رده‌بندی سیلیکات است و منشأ تشکیل آن ثانوی - هیدروترمال است.
همایند کانی‌شناسی (پارانژ) آن کائولینیت - دیکتیت- کلسیت- دولومیت- کوارتز است
، از نظر ژیزمان بلورهای ریز- توده‌ای - فلسی ظریف تقریباً کمیاب است و بیشتر در آلمان شرقی، آمریکا و چک اسلواکی یافت می‌شود.